# Ilburnia umbratica
Ilburnia umbratica är en insektsart som först beskrevs av George Willis Kirkaldy 1910.  Ilburnia umbratica ingår i släktet Ilburnia och familjen sporrstritar. Inga underarter finns listade i Catalogue of Life.